# 레위니옹의 캉통
프랑스령 레위니옹에는 총 25개의 캉통이 속해 있다. 2015년 3월 행정구역 총개편으로 인해 현재는 다음과 같이 설치되어 있다.
- 레탕살레
- 르포르
- 라포스시옹
- 생탕드레 1
- 생탕드레 2
- 생탕드레 3
- 생브누아 1
- 생브누아 2
- 생드니 1
- 생드니 2
- 생드니 3
- 생드니 4
- 생트마리
- 생조제프
- 생뢰
- 생루이 1
- 생루이 2
- 생폴 1
- 생폴 2
- 생폴 3
- 생피에르 1
- 생피에르 2
- 생피에르 3
- 르탕퐁 1
- 르탕퐁 2